# Коты (Орловская область)
Коты (Малые Озёрки) — опустевшая деревня в Марьинском сельском поселении Корсаковского района Орловской области России.
С 1861 по 1924 год деревня входила в состав Покровскую на Раковке волость 2-го стана Новосильского уезда Тульской губернии.

## География
Расположена в 3 км к югу от села Большие Озёрки, 11 км к юго-востоку от Корсаково и в 97 км к северо-востоку от Орла.

## История
Список населённых мест Тульской губернии по сведениям 1859 года описывает сельцо Коты Новосильского уезда 2-го стана, находилось на большой дороге по правую дорогу из города Новосиля в город Чернь, при пруде и колодце. В сельце было 72 домохозяйства с населением мужского пола - 310, женского - 318. Всего 628 жителей.
Относилась к церковному приходу села Покровское на Раковке, в 7 верстах от неё. Имелась школа грамоты.
По сведениям 1916 года в Котах насчитывалось 67 крестьянских дворов с населением 245м. п. и 276 ж п.. Всего 521 жителей.

## Население
| 1857 | 2010 |
| ---- | ---- |
| 379  | ↘0   |